# Festival Internacional de Cinema de Sant Sebastià 1960
La 8a edició del Festival Internacional de Cinema de Sant Sebastià va tenir lloc entre el 9 i el 19 de juliol de 1960. Aprofundint en la senda de la més alta categoria competitiva (la categoria A de la FIAPF), estrenada en la edició de 1957, en el palmarès d'aquesta vuitena edició figuren personalitats destacades de la història del cinema, com Joanne Woodward, Richard Attenborough o Sidney Lumet. Tanmateix, només han passat pel festival Zully Moreno, que era jutgessa del premi "Perla del Cantàbric", Curd Jürgens, Rhonda Fleming, Jacqueline Sassard, Dany Robin, la mexicana Rosenda Monteros, i l'espanyola Paquita Rico.

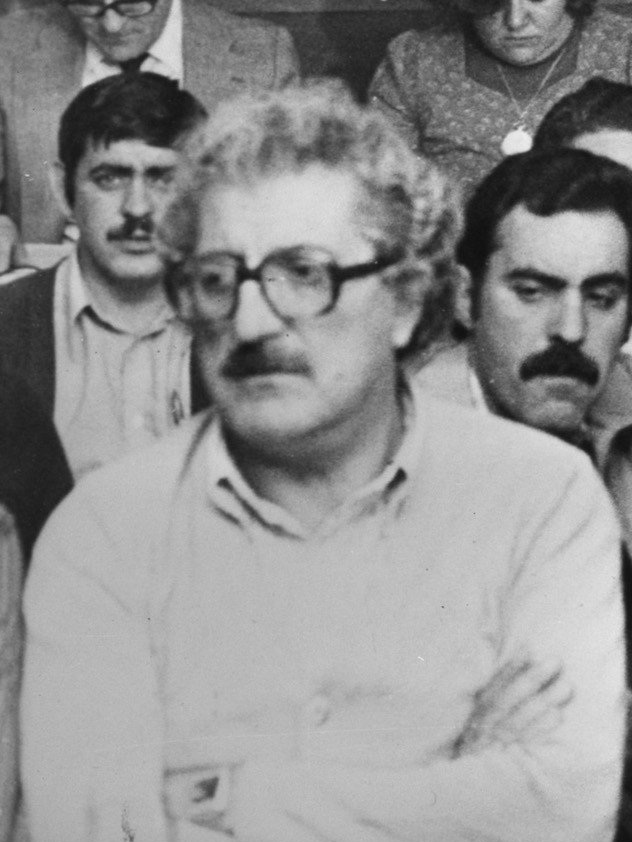
Juan Antonio Bardem, membre del jurat

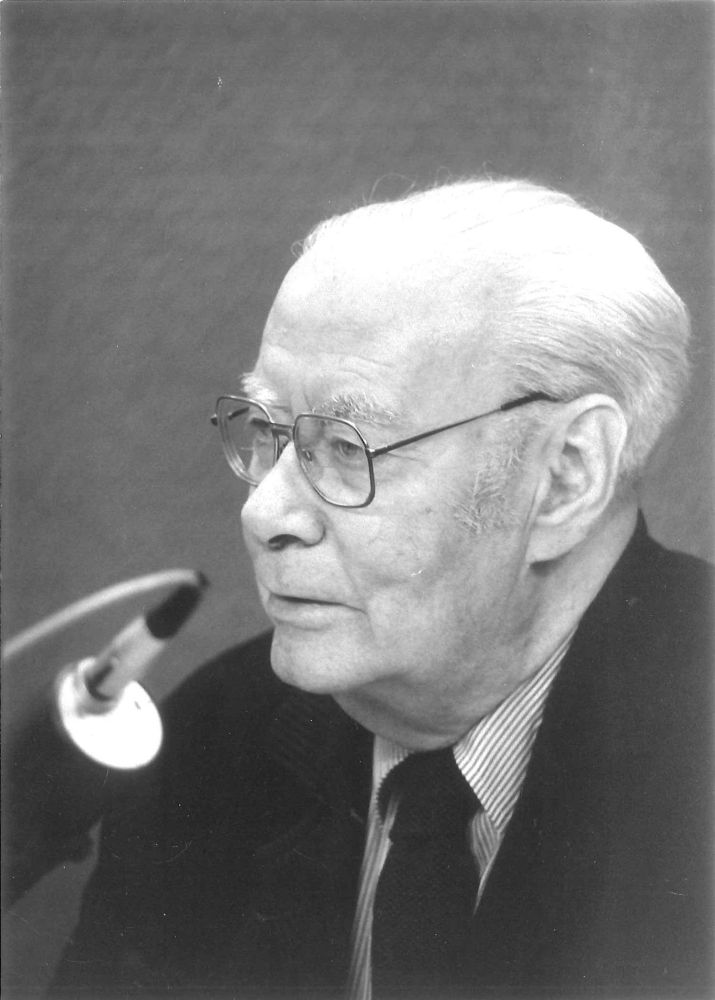
Friedrich Luft, membre del jurat

El dia 9 començà amb els actes protocol·laris de rigor de cada any, com la recepció del governador civil de Biscaia en nom del ministre de cultura, i va acabar amb la projecció de la pel·lícula mexicana Simitrio. El dia 10 fou projectada la japonesa Robo no ishi (les pedres del camí) de Seiji Hisamatsu i El sergent negre de John Ford. El dia 13 es va projectar la polonesa Miejsce na ziemi de Stanisław Różewicz. El dia 14 es van projectar Romeo, Julie a tma, que fou molt ovacionada, i Der Jugendrichter. El dia 15 es van projectar les dues pel·lícules franceses, El testament d'Orfeu i Austerlitz, que no van tenir gaire bona acollida. El dia 16 es van projectar De espaldas a la puerta i les italianes I magliari i Il rossetto. El dia 18 es van projectar The Fugitive Kind, Objectiu: Banc d'Anglaterra, La mentira tiene cabellos rojos, Nammina Bantu i Il rossetto. El dia 19 es va projectar The Fugitive Kind i es van entregar els premis.

## Jurat oficial

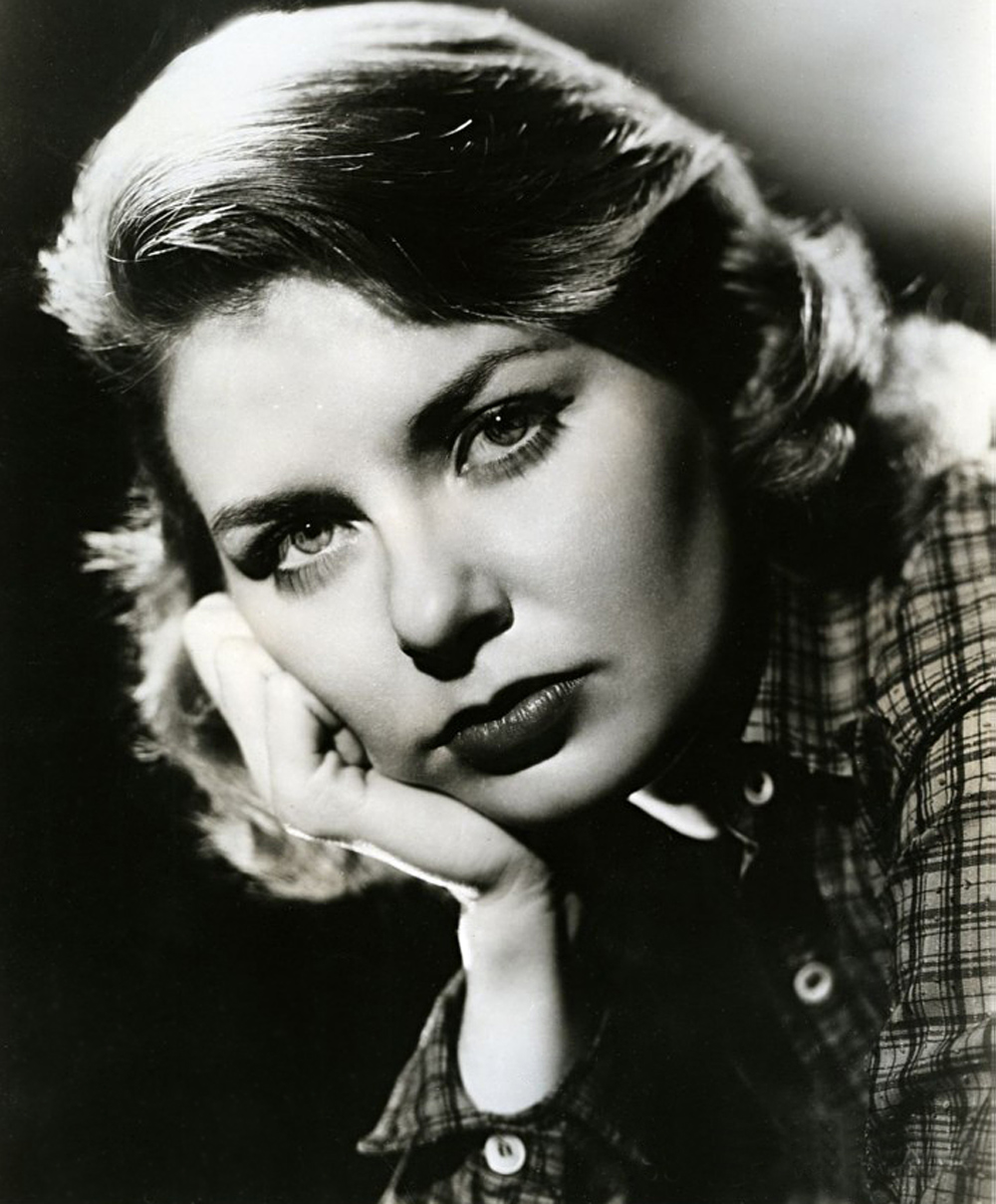
Joanne Woodward, premi a la millor actriu

- Friedrich Luft
- Juan Antonio Bardem
- Vittorio Bonicelli
- Lluís Chauvet
- Manuel Augusto García Viñolas
- Juan Francisco de Lasa
- Thomas Rowe

## Retrospectiva
En aquesta edició es van dedicar dues retrospectives: una al director francès Jean Grémillon i la col·lectiva "Quatre mestres nòrdics" (Victor Sjöström, Carl Theodor Dreyer, Mauritz Stiller i Ingmar Bergman.

## Selecció oficial
Les pel·lícules de la selecció oficial de 1960 foren:
- Austerlitz d'Abel Gance
- De espaldas a la puerta de José María Forqué
- Der Jugendrichter de Paul Verhoeven
- El Lazarillo de Tormes de César Fernández Ardavín (fora de concurs)
- He nacido en Buenos Aires de Francisco Múgica
- I magliari de Francesco Rosi
- Il rossetto de Damiano Damiani
- La Millième Fenêtre de Robert Ménégoz (fora de concurs)
- La mentira tiene cabellos rojos d'Antonio Isasi Isasmendi
- El testament d'Orfeu de Jean Cocteau (fora de concurs)
- The League of Gentlemen de Basil Dearden
- Luna Park de Rubén W. Cavallotti (fora de concurs)
- Miejsce na ziemi de Stanisław Różewicz
- Nammina Bantu d'Adurthi Subba Rao
- Paraíso escondido de Mauricio de la Serna i Raphael J. Sevilla (fora de concurs)
- Robo no ishi de Seiji Hisamatsu
- Romeo, Julie a tma de Jiří Weiss
- Sergeant Rutledge de John Ford
- Simitrio d'Emilio Gómez Muriel
- The Fugitive Kind de Sidney Lumet
- Yo quiero vivir contigo de Carlos Rinaldi /

## Palmarès
Els premis atorgats aquell any foren:
- Conquilla d'Or a la millor pel·lícula Romeo, Julie a tma, de Jiří Weiss
- Conquilla d'Or (curtmetratge): (ex aequo) Fin d'un désert, de Robert Ménégoz  i Les maîtres sondeurs, de Guy L. Coté
- Conquilla de Plata al millor director: The Fugitive Kind, de Sidney Lumet
- Menció Especial: I magliari, de Francesco Rosi
- Homenatge del Jurat pel Conjunt de la seva obra: Abel Gance
- Premi Zulueta d'interpretació femenina: Joanne Woodward, por The Fugitive Kind, de Sidney Lumet
- Premi Zulueta d'interpretació masculina: Richard Attenborough, Jack Hawkins, Bryan Forbes, Roger Livesey i Nigel Patrick, per Objectiu: Banc d'Anglaterra, de Basil Dearden
- Premi Perla del Cantàbric al millor llargmetratge de parla hispana: Simitrio, d'Emilio Gómez Muriel
- Premi Perla del Cantàbric al millor curtmetratge de parla hispana: Estampas guipuzcoanas número 2: Pío Baroja, de Jesús Franco